# 施氏小銀漢魚
施氏小銀漢魚，為輻鰭魚綱銀漢魚目擬銀漢魚科的其中一種，分布於北美洲墨西哥淡水流域，為熱帶魚類，體長可達5.5公分，棲息在底中層水域，以昆蟲為食，生活習性不明。